# Не верь слезам
«Не верь слезам» — песня российского поп-исполнителя Шуры. Песня на русском языке впервые появилась в 1998 году в альбоме Shura 2, приобрела популярность и стала участником «Песня Года 1998».

## История песни
Слова к песне написал Эрик Чантурия, музыку Павел Есенин. При воспроизведении второго куплета песни «Не верь слезам» в исполнении Шуры слышится другой исполнитель, очень напоминающий тот, что звучит в песнях группы Hi-Fi. И на самом деле это один и тот же голос, но это голос не Мити Фомина, а продюсера Павла Есенина. На волне успеха Шуры Павел Есенин и Эрик Чантурия решают создать новую модную группу, солистом в которой будет сам Есенин. Осознав нагрузки, которые придут вместе с популярностью, продюсеры зовут в группу новосибирского танцора Митю Фомина, просто красиво танцевать под записанные Есениным песни. В дальнейшем песня «Ты не верь слезам» была перезаписана для группы Hi-Fi.
По словам Шуры, концерт, на котором он почувствовал абсолютный триумф песни «Не верь слезам», — это «Песня года»: «Когда все встали, для меня это был шок — нельзя вставать, когда идет съемка. Но всем наплевать было. Все стояли, все хлопали, кто-то даже плакал». Таке, по его мнению, в этот момент они «перевернули эстраду, поставили её буквально раком».
При создании трека музыкальный проигрыш был переработан из трека «Push the Feeling On» группы Nightcrawlers 1995 года.
Песня «Не верь слезам» исключена из управления Российского Авторского Общества.

## Отзывы критиков
В 2011 году в журнале «Афиша» включили «Не верь слезам» в список из 99-ти «самых ярких и запомнившихся русских поп-хитов за последние 20 лет», отметив, что колоритный облик Шуры не смог полностью заслонить мощный и колоритный голос и трогательный поэтичный репертуар
Музыкальный журналист Александр Горбачёв в своей книге «Не надо стесняться. История постсоветской поп-музыки в 169 песнях» пишет, что песня появилась в конце 1990-х, когда «надежды на либеральное будущее уже как будто не осталось, а надежда на авторитарное прошлое ещё не предъявлена и не сформулирована, и как раз в эту прореху проникают последние реликты освободительного культурного проекта», включая «Не верь слезам». Успех песни он связывает не только с внешним видом певца, но и «с тонко сделанным звуком, сочетающим подрезанную у Nightcrawlers клубную энергетику с чисто российской лирикой, и, конечно, сам месседж. „Чашу полную жизнь отмерила“, „Ты не верь слезам, все вернется“ — стране, которая восстанавливалась после кризиса, нужно было утешение, и Шура давал его, возвращая веру в завтрашний день».

## Награды
- 1998 — «Золотой граммофон» исполнителю «Шура» за песню «Ты не верь слезам»[7]
- 1998 — «Песня года» исполнителю «Шура» в номинации: «Лучший исполнитель и лучший певец» за песню «Ты не верь слезам»[8]
- 1998 — «Стопудовый хит» за песню «Ты не верь слезам»[9]

## Интересные факты
Миллион просмотров набрал созданный нейросетью кавер на песню в исполнении голоса Егора Летова